# Американские дубоносы
Американские дубоносы (лат. Hesperiphona) — род птиц из семейства вьюрковых (Fringillidae). Распространены в Северной и Центральной Америке. Зерноядные птицы.
Родовое название от др.-греч. ἑσπερος — «вечер» и др.-греч. φωνη — «звук», «крик», в связи с пением первого экземпляра Hesperiphona vespertina, обнаруженного европейцами, в вечернее время.

## Описание
Оба представителя рода — птицы небольшого размера (около 20 см), однако, в пределах семейства вьюрковых относятся к одним из самых крупных представителей. У обоих видов выражен половой диморфизм, причём самцы крупнее и красочнее самок.

## Список видов
В состав рода включают два вида:
| Изображение | Научное название        | Русское название                | Распространение                                             |
| ----------- | ----------------------- | ------------------------------- | ----------------------------------------------------------- |
|             | Hesperiphona vespertina | Вечерний американский дубонос   | Канада, западные горные районы Соединённых Штатов и Мексики |
|             | Hesperiphona abeillei   | Капюшонный американский дубонос | Центральная Америка, преимущественно в Мексике и Гватемале  |